# Pandémie de Covid-19 dans le Grand Est
Wikipédia ne donne pas de conseils médicaux ou sanitaires. Cet article est susceptible de contenir des informations obsolètes ou inexactes. Seul un professionnel de la santé est apte à vous fournir un avis médical, et seules les autorités sanitaires de votre pays sont compétentes pour donner des consignes de santé publique relatives à la pandémie de Covid-19.
Pour un article plus général, voir Pandémie de Covid-19 en France.
Cet article présente la situation en ce qui concerne la pandémie de maladie à coronavirus de 2019-2020 (COVID-19) dans le Grand Est.

## Statistiques

### Nouveaux cas quotidiens
| Nouveaux cas quotidiens de COVID-19 déclarés dans le Grand Est                                                         | 0 |  |
| Pour des raisons techniques, il est temporairement impossible d'afficher le graphique qui aurait dû être présenté ici. |   |  |

### Hospitalisations
| Nombre d'hospitalisations de personnes atteintes de Covid-19 dans le Grand Est |
| ·                                                                              |

| Variation journalière du nombre de personnes hospitalisées pour la Covid-19 dans le Grand Est                          |
| Pour des raisons techniques, il est temporairement impossible d'afficher le graphique qui aurait dû être présenté ici. |

| Nombre quotidien de nouvelles hospitalisations dues à la Covid-19 dans les hôpitaux du Grand Est |
| Lecture : le 2 avril 2020, 214 personnes supplémentaires sont hospitalisées.                     |

### Décès
| Nouveaux décès à l’hôpital attribués à la Covid-19 dans le Grand Est                                    |
| Lecture : le 3 avril 2020, 133 personnes sont décédées à l’hôpital d'une cause attribuée à la Covid-19. |

| Décès à l'hôpital attribués à la Covid-19 attribués à la Covid-19 dans le Grand Est                                                         |
| Lecture : entre le début du recensement et le 26 avril 2020, 2 737 personnes sont décédées à l’hôpital d'une cause attribuée à la Covid-19. |

### Réanimations
En 2015, on dénombre 496 lits en réanimation sur l'ensemble de la région Grand Est dont 133 dans le Bas-Rhin, 97 en Meurthe-et-Moselle, 88 en Moselle et 74 dans le Haut-Rhin, soit 80 % des capacités en réanimation concentrées dans 4 des 10 départements de la région. Au 31 décembre 2018, ce nombre de lits s'élève à 465, dont 102 à Strasbourg (54 au Nouvel Hôpital civil et 48 à l'hôpital de Hautepierre), 40 à Mulhouse, 40 à Nancy, 36 à Reims, 32 à l'hôpital de Mercy de Metz et 30 à Colmar. Le 22 mars 2020, l'Agence régionale de santé (ARS) annonce le doublement des capacités d'accueil en réanimation avec près de 900 lits disponibles. Au 29 mars, toujours selon l'ARS, ce nombre de lits disponibles s'élèves à 1 150.
| Nombre de personnes en réanimation ou soins intensifs pour la Covid-19 dans le Grand Est                                                  | 0 |  |
| Lecture : le 3 avril 2020, 971 personnes sont en réanimation ou en soins intensifs dans les hôpitaux d'une cause attribuée à la Covid-19. |   |  |

| Variation journalière du nombre de personnes en réanimation ou en soins intensifs pour la Covid-19 dans le Grand Est |
| Lecture : le 24 mars 2020, 72 personnes de plus que la veille sont en réanimation ou en soins intensifs attribués à la Covid-19. À ne pas confondre avec le nombre de nouvelles personnes admises qui est donné ci-dessous. |

| Nombre quotidien de nouvelles admissions en réanimation dans les hôpitaux du Grand Est            |
| Lecture : le 26 avril 2020, 13 personnes supplémentaires sont entrées en réanimation à l'hôpital. |

### Statistiques par départements
| Région/Territoire | Département        | Nombre de         | Nombre de | Nombre de         | Nombre de | Nombre de         | Nombre de |
| Région/Territoire | Département        | Population (2017) | Cas       | Décès au 30 avril | ‰         | Hosp. au 15 avril | ‰         |
| ----------------- | ------------------ | ----------------- | --------- | ----------------- | --------- | ----------------- | --------- |
| Grand Est         | Ardennes           | 273 579           | 16 783    | 37                | 0,15      | 70                | 0,29      |
| Grand Est         | Aube               | 310 020           | 16 783    | 111               | 0,35      | 266               | 0,84      |
| Grand Est         | Marne              | 568 895           | 16 783    | 213               | 0,37      | 383               | 0,69      |
| Grand Est         | Haute-Marne        | 175 640           | 16 783    | 58                | 0,33      | 86                | 0,57      |
| Grand Est         | Meurthe-et-Moselle | 733 481           | 16 783    | 282               | 0,38      | 487               | 0,69      |
| Grand Est         | Meuse              | 187 187           | 16 783    | 85                | 0,45      | 146               | 0,76      |
| Grand Est         | Moselle            | 1 043 522         | 16 783    | 659               | 0,63      | 1 071             | 1         |
| Grand Est         | Bas-Rhin           | 1 125 559         | 16 783    | 518               | 0,46      | 1 073             | 0,98      |
| Grand Est         | Haut-Rhin          | 764 030           | 16 783    | 688               | 0,90      | 1 021             | 1,34      |
| Grand Est         | Vosges             | 367 673           | 16 783    | 234               | 0,64      | 274               | 0,73      |

## Foyer de contagion du Haut-Rhin
Un rassemblement évangélique gratuit et ouvert à tous de l'Église Porte ouverte chrétienne a lieu du 17 au 21 février à Mulhouse dans le Haut-Rhin. Il réunit de 2 000 à 2 500 personnes essentiellement françaises, mais aussi des belges, des allemands et des suisses. Il a participé de façon très importante à la propagation du coronavirus en France puisque plus d'un millier de fidèles y ont été contaminés selon des journalistes de Radio France. 
Les fidèles, en retournant chez eux, la plupart peu symptomatiques, ont participé à l'essaimage du virus, par exemple à Ajaccio, Agen, Belfort, Besançon, Briançon, Dijon, Mâcon, Orléans, Paris, Saint-Lô, Strasbourg,,. Les premiers symptômes seraient apparus parmi les participants dès le 20 février. 
Le 1er mars, alertée par une femme et ses fils testés positifs, l’Église contacte à son tour les autorités. L'Agence régionale de santé Grand-Est ne prend la mesure des évènements que le 2 mars. À compter du 3 mars, le nombre de cas diagnostiqués augmente de façon importante,. Le 5 mars, le médecin généraliste mulhousien Patrick Vogt, en contact avec de nombreux malades et médecin de garde au SAMU deux jours auparavant, dénonce « le déni total de la part des autorités » et affirme que la situation est à Mulhouse une diffusion massive du virus correspondant au stade 3 du plan Orsan REB, au-delà des chiffres officiels,. 
Le 6 mars, 81 cas ayant été détectés en 24 heures à Mulhouse, le préfet déclare que les moyens ne sont plus suffisants pour dépister systématiquement tous les cas suspects. Seuls les patients dont l'état est le plus grave sont hospitalisés. Il parle de « stade 2 avancé ». Dans l'ensemble du Haut-Rhin, des mesures restrictives sont prises pour limiter les rassemblements de personnes, ceci passant par la fermeture d'écoles et la limitation des rassemblements.

## Mesures locales

### Haut-Rhin
Le 4 mars, après la découverte de neuf nouveaux cas de patients porteurs du coronavirus dans le Haut-Rhin, trois écoles de Bernwiller, Bourtzwiller et Saint-Louis sont fermées. La préfecture annonce également l'interdiction des rassemblements publics à Bernwiller et à Hésingue.
Le 6 mars, de nouvelles mesures ont été prises dans le Haut-Rhin :
- interdiction des rassemblements de plus de 50 personnes dans un milieu clos (excepté pour les entreprises, commerces, bars et restaurants)[15] ;
- la fermeture des crèches, établissements scolaires, écoles, collèges et lycées de tout le département du Haut-Rhin, pendant 15 jours[16] ;
- interdiction pour les mineurs de se rendre dans les établissements pour personnes âgées (EHPAD) ou handicapées (FAM) jusqu'au 19 mars[17] ;
- obligation pour les manifestations sportives de se dérouler à huis clos[13].

## Transport sanitaire et implication des forces armées
Très vite, les hôpitaux du Grand Est sont saturés par les malades atteints par la Covid-19. Une solution temporaire est trouvée par les instances sanitaires, dans le cadre de l'opération Résilience : réaliser des transferts de patients des hôpitaux sous tension vers des hôpitaux moins engorgés. Le 19 mars, six premiers patients alsaciens, dans un état grave, sont évacués de Mulhouse par A330 médicalisé vers des hôpitaux militaires du sud de la France. C'est la première fois, en France, qu'une telle opération est menée.
Les évacuations vont se succéder par centaines dans les jours qui suivent : en ambulance, en hélicoptère, en jet privé, en avion militaire et ou en train sanitaire. Entre le 18 mars et le 10 avril, 644 patients seront transférés, principalement des régions Grand-Est et Ile-de-France. 183 seront même transférés hors de France, en Allemagne ou en Suisse, grâce aux solidarités transfrontalières.
Le Service de santé des armées déploie un « élément mobile de réanimation » à proximité de l'hôpital civil de Mulhouse entre le 21 mars 2020 et le 12 mai, toujours dans le cadre de l'opération Résilience. 47 patients, uniquement en défaillance respiratoire, seront pris en charge par les 188 personnels du service de santé des armées et du régiment médical de l’armée de terre, afin de soulager les équipes de l'hôpital Emile Muller de Mulhouse. 